# 1391
Évszázadok: 13. század – 14. század – 15. század
Évtizedek: 1340-es évek – 1350-es évek – 1360-as évek – 1370-es évek – 1380-as évek – 1390-es évek – 1400-as évek – 1410-es évek – 1420-as évek – 1430-as évek – 1440-es évek
Évek: 1386 – 1387 – 1388 – 1389 –  1390 – 1391 – 1392 – 1393 – 1394 – 1395 – 1396

## Események

### Határozott dátumú események
- február 16. – V. Ióannész bizánci császár halála után fia II. Manuél lép a trónra. (Manuél 1425-ig uralkodik.)
- október 7. – IX. Bonifác pápa szentté avatja a svéd Brigitta-rend alapítóját, Svéd Brigittát.[1]
- november 1. – VIII. Amadé – VII. Amadé fia – trónra lépése a Savoyai Grófságban. (1416-tól herceg, 1434-ben lemond fia, Lajos javára.)
- december 19. – I. Zsigmond Szécsi Miklós egykori nádor fiainak adományozza a szentgotthárdi apátságot.

### Határozatlan dátumú események
- március – I. Tvrtko királyt kiskorú fia, a későbbi II. Tvrtko helyett elsőfokú unokatestvére, Dabiša István követi a bosnyák trónon.
- az év folyamán –
  - Antiszemita pogromok Spanyolországban
  - A barcelonai mészárlás után sok zsidó menekül el a városból.
  - I. László nápolyi király a bosnyák király és vránai perjel halálát követően a törökkel akar szövetkezni a magyar királyi cím megszerzése érdekében, ezzel maga ellen fordítva a bosnyákokat.

## Születések
- október 31. – Duarte portugál király († 1438)
- Gedun Trupa, az első dalai láma

## Halálozások
- február 16. – V. Ióannész bizánci császár (* 1332)
- március 10. ‑ I. Tvrtko bosnyák király (* 1338 körül)
- november 1. – VII. Amadé savoyai gróf (* 1360)